# Trehörningen (Garpenbergs socken, Dalarna)
Trehörningen är en sjö i Hedemora kommun i Dalarna och ingår i Dalälvens huvudavrinningsområde. Sjön har en area på 0,165 kvadratkilometer och ligger 179,1 meter över havet.

## Delavrinningsområde
Trehörningen ingår i det delavrinningsområde (669415-152568) som SMHI kallar för Inloppet i Dormen. Medelhöjden är 189 meter över havet och ytan är 13,96 kvadratkilometer. Räknas de 10 avrinningsområdena uppströms in blir den ackumulerade arean 83,73 kvadratkilometer. Flins Bäck (Lerbäcken) som avvattnar avrinningsområdet har biflödesordning 2, vilket innebär att vattnet flödar genom totalt 2 vattendrag innan det når havet efter 169 kilometer. Avrinningsområdet består mestadels av skog (81 procent). Avrinningsområdet har 1,03 kvadratkilometer vattenytor vilket ger det en sjöprocent på 7,4 procent.